# Wu Hsiao-lin
Wu Hsiao-Lin (chinesisch 巫孝霖, Pinyin Wū Xiàolín; * 4. Februar 1995) ist ein taiwanischer Badmintonspieler. 

## Karriere
Wu Hsiao-Lin nahm 2011 und 2012 an den Badminton-Juniorenweltmeisterschaften teil. Bei den Vietnam Open 2013 stand er im Finale des Herrendoppels. Weitere Starts folgten bei den Macau Open 2013, den Chinese Taipei Open 2013 und dem Malaysia Open Grand Prix Gold 2014.